# Puchar Kontynentalny 2011/2012
15. edycja Pucharu Kontynentalnego odbyła się na przełomie 2011 i 2012 roku.
W turnieju uczestniczył mistrz Polski Cracovia, która swój udział rozpoczął od III rundy (w poprzednich edycjach od II rundy) i na tej fazie zakończył swoje uczestnictwo odpadając z dalszej rywalizacji.

## I runda

### Grupa A
Mecze I rundy grupy A odbyły się w dniach 30 września–2 października 2011 w Ankarze (Turcja).
Drużyny biorące udział
- White Caps Turnhout
- Başkent Yıldızları Ankara
- Tartu Kalev-Välk
- HC Metulla - zespół wycofał się z turnieju

Mecze
| 30 września 2011 | Başkent Yıldızları Ankara | 1:16 | White Caps Turnhout | Bel-Pa Eishalle, Ankara |

| Szczegóły      | Szczegóły         | Szczegóły       | Szczegóły | Szczegóły                                                                 |
| -------------- | ----------------- | --------------- | --- | ------------------------------------------------------------------------- |
| Godzina: 19:00 | Oravec (PP) 57:15 | (0:6, 0:5, 1:5) | 00:32 (EQ) T. Lange 06:24 (PP) R. Warsofsky 12:58 (EQ) V. Filimonovs 16:07 (EQ) T. Ruel 18:05 (EQ) R. Warsofsky 19:59 (PP) T. Lange 24:51 (PP) D. Geerts 28:26 (EQ) D. Geerts 33:16 (EQ) T. Ruel 33:49 (EQ) A. Lacombe 35:10 (SH) T. Lange 41:01 (EQ) T. Lange 47:58 (PP) M. Ziarny 52:17 (EQ) T. Lange 58:05 (EQ) A. Verherstraeten 59:05 (EQ) A. Lacombe | Widzów: 157 Sędzia główny: Wehrli Sędziowie liniowi: Kasprzyk, Mischiatti |

| 1 października 2011 | Tartu Kalev-Välk | 11:2 | Başkent Yıldızları Ankara | Bel-Pa Eishalle, Ankara |

| Szczegóły      | Szczegóły | Szczegóły       | Szczegóły                            | Szczegóły                                                               |
| -------------- | --- | --------------- | ------------------------------------ | ----------------------------------------------------------------------- |
| Godzina: 19:00 | Aleksandrow (EQ) 06:19 A. Jakowlew (EQ) 07:34 A. Bogdanow (EQ) 15:13 Smirnow (EQ) 16:21 A. Jakowlew (EQ) 18:50 I. Iljin (EQ) 20:52 I. Iljin (SH) 24:26 A. Jakowlew (SH) 35:08 Jastrebow (EQ) 47:10 Bogdanow (EQ) 53:23 I. Iljin (PP) 59:36 | (5:0, 3:2, 3:0) | 29:25 (EQ) Güven 35:42 (PP) Legerský | Widzów: ? Sędzia główny: Wehrli Sędziowie liniowi: Kasprzyk, Mischiatti |

| 2 października 2011 | White Caps Turnhout | 5:2 | Tartu Kalev-Välk | Bel-Pa Eishalle, Ankara |

| Szczegóły      | Szczegóły | Szczegóły       | Szczegóły                                  | Szczegóły                                                                     |
| -------------- | --- | --------------- | ------------------------------------------ | ----------------------------------------------------------------------------- |
| Godzina: 19:00 | R. Warsofsky (EQ) 07:29 R. Warsofsky (PP2) 10:55 V. Filimonovs (EQ) 12:49 T. Lange (PP2) 15:59 V. Filimonovs (PP) 16:42 | (5:0, 0:1, 0:1) | 25:35 (EQ) Saprõkin 53:19 (EQ) A. Jakowlew | Widzów: 120 Sędzia główny: Kuntel, Wehrli Sędziowie liniowi: Ture, Mischiatti |

| Lp. | Zespół                    | M | Pkt | W | WpD | PpD | P | G + | G - | +/- |
| --- | ------------------------- | - | --- | - | --- | --- | - | --- | --- | --- |
| 1   | White Caps Turnhout       | 2 | 6   | 2 | 0   | 0   | 0 | 21  | 3   | +18 |
| 2   | Tartu Kalev-Välk          | 2 | 3   | 1 | 0   | 0   | 1 | 13  | 7   | +6  |
| 3   | Başkent Yıldızları Ankara | 2 | 0   | 0 | 0   | 0   | 2 | 3   | 27  | -24 |

Lp. = lokata, M = liczba rozegranych spotkań, W = Wygrane, WpD = Wygrane po dogrywce lub karnych, PpD = Porażki po dogrywce lub karnych, P = Porażki, G+ = Gole strzelone, G- = Gole stracone, Pkt = Liczba zdobytych punktów
W turnieju grupy A zwyciężyła drużyna White Caps Turnhouti i uzyskała awans do II rundy (grupa B).

## II runda

### Grupa B
Mecze II rundy grupy B odbyły się w dniach 21–23 października w Dunaújváros (Węgry).
Drużyny biorące udział
- DAB Dunaújváros
- CH Jaca
- HYS The Hague
- White Caps Turnhout

Mecze
| 21 października 2011 | CH Jaca | 3:7 | White Caps Turnhout | Dunaújvárosi Jégcsarnok, Dunaújváros |

| Szczegóły      | Szczegóły                                 | Szczegóły       | Szczegóły | Szczegóły                                                         |
| -------------- | ----------------------------------------- | --------------- | --- | ----------------------------------------------------------------- |
| Godzina: 16:00 | Brousseau (EQ) 08:42 Carbonell (EQ) 31:54 | (1:1, 1:5, 1:1) | 04:53 (EQ) R. Warsofsky 20:34 (SH) V. Filimonovs 26:21 (PP) Ziarny 29:36 (EQ) Ziarny 36:46 (EQ) Geerts 38:39 (EQ) T. Lange 55:08 (PP) Ziarny | Widzów: 100 Sędzia główny: Borisovs Sędziowie liniowi: Wolf, Kesz |

| 21 października 2011 | DAB Dunaújváros | 1:3 | HYS The Hague | Dunaújvárosi Jégcsarnok, Dunaújváros |

| Szczegóły      | Szczegóły          | Szczegóły       | Szczegóły                                                | Szczegóły                                                             |
| -------------- | ------------------ | --------------- | -------------------------------------------------------- | --------------------------------------------------------------------- |
| Godzina: 20:00 | A. Kiss (EQ) 11:10 | (1:1, 1:5, 1:1) | 18:40 (EQ) Van Oorschot 30:09 (PP) Natte 59:50 (EN) Caig | Widzów: 1200 Sędzia główny: Fallkner Sędziowie liniowi: Palkövi, Soos |

| 22 października 2011 | White Caps Turnhout | 5:3 | HYS The Hague | Dunaújvárosi Jégcsarnok, Dunaújváros |

| Szczegóły      | Szczegóły | Szczegóły       | Szczegóły | Szczegóły |
| -------------- | --------- | --------------- | --------- | --------- |
| Godzina: 16:00 |           | (1:0, 3:3, 1:0) |           |           |

| 22 października 2011 | DAB Dunaújváros | 7:1 | CH Jaca | Dunaújvárosi Jégcsarnok, Dunaújváros |

| Szczegóły      | Szczegóły | Szczegóły       | Szczegóły | Szczegóły |
| -------------- | --------- | --------------- | --------- | --------- |
| Godzina: 20:00 |           | (2:1, 3:0, 2:0) |           |           |

| 23 października 2011 | HYS The Hague | 11:1 | CH Jaca | Dunaújvárosi Jégcsarnok, Dunaújváros |

| Szczegóły      | Szczegóły | Szczegóły       | Szczegóły | Szczegóły |
| -------------- | --------- | --------------- | --------- | --------- |
| Godzina: 16:00 |           | (1:0, 3:0, 7:1) |           |           |

| 23 października 2011 | White Caps Turnhout | 4:9 | DAB Dunaújváros | Dunaújvárosi Jégcsarnok, Dunaújváros |

| Szczegóły      | Szczegóły | Szczegóły       | Szczegóły | Szczegóły |
| -------------- | --------- | --------------- | --------- | --------- |
| Godzina: 20:00 |           | (1:1, 0:5, 3:3) |           |           |

| Lp. | Zespół              | M | Pkt | W | WpD | PpD | P | G + | G - | +/- |
| --- | ------------------- | - | --- | - | --- | --- | - | --- | --- | --- |
| 1   | DAB Dunaújváros     | 3 | 6   | 2 | 0   | 0   | 1 | 17  | 8   | +9  |
| 2   | HYS The Hague       | 3 | 6   | 2 | 0   | 0   | 1 | 17  | 7   | +10 |
| 3   | White Caps Turnhout | 3 | 6   | 2 | 0   | 0   | 1 | 16  | 25  | +9  |
| 4   | CH Jaca             | 3 | 0   | 0 | 0   | 0   | 3 | 5   | 25  | -20 |

Lp. = lokata, M = liczba rozegranych spotkań, W = Wygrane, WpD = Wygrane po dogrywce lub karnych, PpD = Porażki po dogrywce lub karnych, P = Porażki, G+ = Gole strzelone, G- = Gole stracone, Pkt = Liczba zdobytych punktów
W turnieju grupy B zwyciężyła drużyna gospodarzy, DAB Dunaújváros i uzyskała awans do III rundy (grupa D). W tabeli trzy pierwsze drużyny uzyskały po 6 punktów – o klasyfikacji decydował bilans spotkań między tym zespołami.

### Grupa C
Mecze grupy C odbyły się w dniach 21–23 października w Miercurea-Ciuc (Rumunia).
Drużyny biorące udział
- SC Miercurea-Ciuc
- Liepājas Metalurgs
- HDD Olimpija Lublana
- Bejbarys Atyrau

Mecze
| 21 października 2011 | Liepājas Metalurgs | 3:2 k. | Bejbarys Atyrau | Vákár Lajos, Miercurea-Ciuc |

| Szczegóły      | Szczegóły                                | Szczegóły                 | Szczegóły                                                    | Szczegóły                                                              |
| -------------- | ---------------------------------------- | ------------------------- | ------------------------------------------------------------ | ---------------------------------------------------------------------- |
| Godzina: 16:00 | Bajaruns (EQ) 18:24 Feldmanis (EQ) 34:13 | (1:0, 1:2, 0:0, 0:0, 1:0) | 21:50 (EQ) Ogorodnikov 22:39 (EQ) Ozolins 65:00 (GWS) Upitis | Widzów: 346 Sędzia główny: Rokicki Sędziowie liniowi: Mathe, Trandafir |

| 21 października 2011 | HDD Olimpija Lublana | 3:8 | SC Miercurea-Ciuc | Vákár Lajos, Miercurea-Ciuc |

| Szczegóły      | Szczegóły                                              | Szczegóły       | Szczegóły | Szczegóły                                                               |
| -------------- | ------------------------------------------------------ | --------------- | --- | ----------------------------------------------------------------------- |
| Godzina: 19:30 | Zdesar (PP2) 27:03 Zdesar (EQ) 39:17 Zdesar (EQ) 41:46 | (0:2, 2:2, 1:4) | 03:17 (EQ) Mihaly 17:35 (PP) Moldovan 32:24 (EQ) Novak 35:58 (EQ) Mihaly 45:46 (EQ) Molnar 52:52 (EQ) Szocs 53:05 (EQ) Peter 59:28 (EQ) Becze | Widzów: 1 150 Sędzia główny: Fabre Sędziowie liniowi: Toparceanu, Csata |

| 22 października 2011 | Liepājas Metalurgs | 11:1 | HDD Olimpija Lublana | Vákár Lajos, Miercurea-Ciuc |

| Szczegóły      | Szczegóły | Szczegóły       | Szczegóły | Szczegóły |
| -------------- | --------- | --------------- | --------- | --------- |
| Godzina: 16:00 |           | (4:0, 4:0, 3:1) |           |           |

| 22 października 2011 | SC Miercurea-Ciuc | 1:5 | Bejbarys Atyrau | Vákár Lajos, Miercurea-Ciuc |

| Szczegóły      | Szczegóły | Szczegóły       | Szczegóły | Szczegóły |
| -------------- | --------- | --------------- | --------- | --------- |
| Godzina: 19:30 |           | (0:2, 1:3, 0:0) |           |           |

| 23 października 2011 | Bejbarys Atyrau | 13:3 | HDD Olimpija Lublana | Vákár Lajos, Miercurea-Ciuc |

| Szczegóły      | Szczegóły | Szczegóły       | Szczegóły | Szczegóły |
| -------------- | --------- | --------------- | --------- | --------- |
| Godzina: 16:00 |           | (1:1, 6:0, 6:2) |           |           |

| 23 października 2011 | SC Miercurea-Ciuc | 0:6 | Liepājas Metalurgs | Vákár Lajos, Miercurea-Ciuc |

| Szczegóły      | Szczegóły | Szczegóły       | Szczegóły | Szczegóły |
| -------------- | --------- | --------------- | --------- | --------- |
| Godzina: 19:30 |           | (0:3, 0:0, 0:3) |           |           |

| Lp. | Zespół               | M | Pkt | W | WpD | PpD | P | G + | G - | +/- |
| --- | -------------------- | - | --- | - | --- | --- | - | --- | --- | --- |
| 1   | Liepājas Metalurgs   | 3 | 8   | 2 | 1   | 0   | 0 | 20  | 3   | +17 |
| 2   | Bejbarys Atyrau      | 3 | 7   | 2 | 0   | 1   | 0 | 20  | 7   | +13 |
| 3   | SC Miercurea-Ciuc    | 3 | 3   | 1 | 0   | 0   | 2 | 9   | 14  | -5  |
| 4   | HDD Olimpija Lublana | 3 | 0   | 0 | 0   | 0   | 3 | 7   | 32  | -25 |

Lp. = lokata, M = liczba rozegranych spotkań, W = Wygrane, WpD = Wygrane po dogrywce lub karnych, PpD = Porażki po dogrywce lub karnych, P = Porażki, G+ = Gole strzelone, G- = Gole stracone, Pkt = Liczba zdobytych punktów
W turnieju grupy C zwyciężyła drużyna Liepājas Metalurgs i uzyskała awans do III rundy (grupa E).

## III runda - półfinał

### Grupa D
Mecze III rundy grupy D odbyły się w dniach 25-27 listopada 2011 w Herning (Dania).
Drużyny biorące udział
- AS Asiago
- Herning Blue Fox
- Sheffield Steelers
- DAB Dunaújváros

Mecze
| 25 listopada 2011 | Sheffield Steelers | 3:4 k. | AS Asiago | KVIK Hockey Arena, Herning |

|  |  | (1:0, 2:2, 0:1, 0:0, 0:1) |

| 25 listopada 2011 | Herning Blue Fox | 1:3 | DAB Dunaújváros | KVIK Hockey Arena, Herning |

|  |  | (1:0, 0:2, 0:1) |

| 26 listopada 2011 | AS Asiago | 3:2 | DAB Dunaújváros | KVIK Hockey Arena, Herning |

|  |  | (0:1, 1:1, 2:0) |

| 26 listopada 2011 | Herning Blue Fox | 3:0 | Sheffield Steelers | KVIK Hockey Arena, Herning |

|  |  | (0:0, 2:0, 1:0) |

| 27 listopada 2011 | DAB Dunaújváros | 6:3 | Sheffield Steelers | KVIK Hockey Arena, Herning |

|  |  | (2:0, 4:1, 0:2) |

| 27 listopada 2011 | Herning Blue Fox | 3:2 d. | AS Asiago | KVIK Hockey Arena, Herning |

|  |  | (2:1, 0:1, 0:0, 1:0) |

| Lp. | Zespół             | M | Pkt | W | WpD | PpD | P | G + | G - | +/- |
| --- | ------------------ | - | --- | - | --- | --- | - | --- | --- | --- |
| 1   | AS Asiago          | 3 | 6   | 1 | 1   | 1   | 0 | 9   | 8   | +1  |
| 2   | DAB Dunaújváros    | 3 | 6   | 2 | 0   | 0   | 1 | 11  | 7   | +4  |
| 3   | Herning Blue Fox   | 3 | 5   | 1 | 1   | 0   | 1 | 7   | 5   | +2  |
| 4   | Sheffield Steelers | 3 | 1   | 0 | 0   | 1   | 2 | 6   | 13  | -7  |

Lp. = lokata, M = liczba rozegranych spotkań, W = Wygrane, WpD = Wygrane po dogrywce lub karnych, PpD = Porażki po dogrywce lub karnych, P = Porażki, G+ = Gole strzelone, G- = Gole stracone, Pkt = Liczba zdobytych punktów
W turnieju grupy D zwyciężyła drużyna AS Asiago i uzyskała awans do Superfinału (grupa F). Włoska drużyna, mimo ostatecznego awansu, w całym turnieju prowadziła w trzech rozegranych meczach przez łączny czas mniejszy niż 100 sekund.

### Grupa E
Mecze III rundy grupy E odbyły się w dniach 25-27 listopada 2011 w Doniecku (Ukraina).
Drużyny biorące udział
- Cracovia
- Donbas Donieck
- Rubin Tiumeń
- Liepājas Metalurgs

Mecze
| 25 listopada 2011 | Cracovia | 1:6 | Rubin Tiumeń | Drużba, Donieck |

| Godzina: 13:30 |  | (0:2, 1:2, 0:2) |  |  |

| 25 listopada 2011 | Liepājas Metalurgs | 2:6 | Donbas Donieck | Drużba, Donieck |

| Godzina: 17:30 |  | (0:3, 1:0, 1:3) |  |  |

| 26 listopada 2011 | Rubin Tiumeń | 4:3 | Liepājas Metalurgs | Drużba, Donieck |

| Godzina: 13:30 |  | (0:1, 3:2, 1:0) |  |  |

| 26 listopada 2011 | Cracovia | 1:3 | Donbas Donieck | Drużba, Donieck |

| Godzina: 18:30 |  | (1:1, 0:1, 0:1) |  |  |

| 27 listopada 2011 | Cracovia | 3:2 | Liepājas Metalurgs | Drużba, Donieck |

| Godzina: 13:30 |  | (2:0, 1:0, 0:1) |  |  |

| 27 listopada 2011 | Donbas Donieck | 3:1 | Rubin Tiumeń | Drużba, Donieck |

|  |  | (2:0, 0:1, 1:0) |

| Lp. | Zespół             | M | Pkt | W | WpD | PpD | P | G + | G - | +/- |
| --- | ------------------ | - | --- | - | --- | --- | - | --- | --- | --- |
| 1   | Donbas Donieck     | 3 | 9   | 3 | 0   | 0   | 0 | 12  | 4   | +8  |
| 2   | Rubin Tiumeń       | 3 | 6   | 2 | 0   | 0   | 1 | 11  | 7   | +4  |
| 3   | Cracovia           | 3 | 3   | 0 | 0   | 0   | 0 | 5   | 11  | -6  |
| 4   | Liepājas Metalurgs | 3 | 0   | 0 | 0   | 0   | 3 | 7   | 13  | -6  |

Lp. = lokata, M = liczba rozegranych spotkań, W = Wygrane, WpD = Wygrane po dogrywce lub karnych, PpD = Porażki po dogrywce lub karnych, P = Porażki, G+ = Gole strzelone, G- = Gole stracone, Pkt = Liczba zdobytych punktów
W turnieju grupy E zwyciężyła drużyna Donbas Donieck i uzyskała awans do Superfinału (grupa F).

## Superfinał - grupa F
Superfinał został rozegrany w dniach 13-15 stycznia 2012 w Rouen.
Drużyny biorące udział
- Junost Mińsk
- Dragons de Rouen
- AS Asiago
- Donbas Donieck

Mecze
| 13 stycznia 2012 | Donbas Donieck | 2:1 | Junost Mińsk | Île Lacroix, Rouen |

| Szczegóły      | Szczegóły                                       | Szczegóły       | Szczegóły           | Szczegóły                                                             |
| -------------- | ----------------------------------------------- | --------------- | ------------------- | --------------------------------------------------------------------- |
| Godzina: 16:30 | J. Biełuchin 23:41 (EQ) J. Biełuchin 32:51 (PP) | (0:0, 2:0, 0:1) | 45:33 (EQ) M. Słysz | Widzów: 1983 Sędzia główny: Jan Hribik Sędziowie liniowi: Jozef Kubus |

| 13 stycznia 2012 | Dragons de Rouen | 6:0 | AS Asiago | Île Lacroix, Rouen |

| Szczegóły      | Szczegóły | Szczegóły       | Szczegóły | Szczegóły                                                                     |
| -------------- | --- | --------------- | --------- | ----------------------------------------------------------------------------- |
| Godzina: 20:00 | J.-P. Paré 02:20 (SH) F.-P. Guénette 24:13 (EQ) C. Mallette 32:24 (EQ) F.-P. Guénette 38:04 (PP) A. Manavian 43:46 (PP) C. Mallette 57:21 (EQ) | (1:0, 3:0, 2:0) |           | Widzów: 2747 Sędzia główny: Jari Leppaalho Sędziowie liniowi: Mikael Sjoqvist |

| 14 stycznia 2012 | AS Asiago | 2:6 | Donbas Donieck | Île Lacroix, Rouen |

| Szczegóły      | Szczegóły                                  | Szczegóły       | Szczegóły | Szczegóły                                                                |
| -------------- | ------------------------------------------ | --------------- | --- | ------------------------------------------------------------------------ |
| Godzina: 16:30 | D. Borrelli 26:00 (PP) L. Ulmer 32:06 (EQ) | (0:2, 2:2, 0:2) | 03:53 (EQ) S. Warłamow 19:15 (PP) J. Dubrowin 26:39 (EQ) O. Szafarenko 35:44 (EQ) O. Szafarenko 53:51 (PP) S. Warłamow 58:42 (EQ) S. Piskunow | Widzów: 2516 Sędzia główny: Jozef Kubus Sędziowie liniowi: Didider Massy |

| 14 stycznia 2012 | Junost Mińsk | 4:2 | Dragons de Rouen | Île Lacroix, Rouen |

| Szczegóły      | Szczegóły                                                                                   | Szczegóły       | Szczegóły                                      | Szczegóły                                                                 |
| -------------- | ------------------------------------------------------------------------------------------- | --------------- | ---------------------------------------------- | ------------------------------------------------------------------------- |
| Godzina: 20:00 | S. Zadielenau 33:19 (EQ) A. Baszka 35:07 (EQ) A. Baszka 39:58 (PP) I. Woroszyłow 49:25 (EQ) | (1:0, 3:0, 2:0) | 20:56 (PP) M.-A. Thinel 42:59 (EQ) C. Mallette | Widzów: 2747 Sędzia główny: Jan Hribik Sędziowie liniowi: Mikael Sjoqvist |

| 15 stycznia 2012 | AS Asiago | 1:4 | Junost Mińsk | Île Lacroix, Rouen |

| Szczegóły      | Szczegóły                | Szczegóły       | Szczegóły                                                                               | Szczegóły                                                                 |
| -------------- | ------------------------ | --------------- | --------------------------------------------------------------------------------------- | ------------------------------------------------------------------------- |
| Godzina: 16:00 | R. Intranuovo 58:01 (EQ) | (0:2, 0:1, 1:1) | 05:18 (PP) A. Bērziņš 06:24 (PP) W. Turkin 35:30 (EQ) S. Zadielenau 41:28 (EQ) M. Słysz | Widzów: 2370 Sędzia główny: Jan Hribik Sędziowie liniowi: Mikael Sjoqvist |

| 15 stycznia 2012 | Dragons de Rouen | 5:2 | Donbas Donieck | Île Lacroix, Rouen |

| Szczegóły      | Szczegóły | Szczegóły       | Szczegóły                                     | Szczegóły                                                                   |
| -------------- | --- | --------------- | --------------------------------------------- | --------------------------------------------------------------------------- |
| Godzina: 19:30 | F.-P. Guénette 23:29 (EQ) M.-A. Thinel 31:55 (EQ) M.-A. Thinel 38:37 (EQ) C. Mallette 57:16 (EQ) J. Desrosiers 57:40 (EQ) | (0:0, 3:1, 2:1) | 35:48 (PP) W. Didikin 49:52 (PP) D. Koczetkow | Widzów: 2747 Sędzia główny: Jari Leppaalho Sędziowie liniowi: Didider Massy |

| Lp. | Zespół           | M | Pkt | W | WpD | PpD | P | G + | G - | +/- |
| --- | ---------------- | - | --- | - | --- | --- | - | --- | --- | --- |
| 1   | Dragons de Rouen | 3 | 6   | 2 | 0   | 0   | 1 | 13  | 6   | +7  |
| 2   | Junost Mińsk     | 3 | 6   | 2 | 0   | 0   | 1 | 9   | 5   | +4  |
| 3   | Donbas Donieck   | 3 | 6   | 2 | 0   | 0   | 1 | 10  | 8   | +2  |
| 4   | AS Asiago        | 3 | 0   | 0 | 0   | 0   | 3 | 3   | 16  | -13 |

Lp. = lokata, M = liczba rozegranych spotkań, W = Wygrane, WpD = Wygrane po dogrywce lub karnych, PpD = Porażki po dogrywce lub karnych, P = Porażki, G+ = Gole strzelone, G- = Gole stracone, Pkt = Liczba zdobytych punktów
W turnieju Superfinału grupy F zwyciężyła drużyna gospodarzy Dragons de Rouen i wywalczyła Puchar Kontynentalny w sezonie 2011/12. W tabeli trzy pierwsze drużyny uzyskały po 6 punktów, o klasyfikacji decydował bilans spotkań między tym zespołami.
Nagrody
W turnieju finałowym przyznano nagrody indywidualne:
- Najlepszy bramkarz turnieju:  Mika Oksa (Junost)
- Najlepszy obrońca turnieju:  Władimir Malewicz (Donbas)
- Najlepszy napastnik turnieju:  Marc-André Thinel (Rouen)